# Márianosztra, Pesta
Márianosztra  este un sat în districtul Szob, județul Pesta, Ungaria, având o populație de 867 de locuitori (2011).

## Istoric
Mănăstirea dedicată Fecioarei Maria, care a dat numele localității, a fost înființată de regele Ludovic I al Ungariei în anul 1352.
Localitatea se află pe traseul de pelerinaj Via Mariae.

## Demografie
Componența etnică a satului Márianosztra
     Maghiari (87,65%)
     Romi (10,17%)
     Necunoscut (0,58%)
     Alții (1,6%)
Componența confesională a satului Márianosztra
     Romano-catolici (68,86%)
     Fără religie (39,22%)
     Reformați (6,23%)
     Greco-catolici (1,61%)
     Luterani (1,5%)
     Atei (1,38%)
     Necunoscută (−19,61%)
     Alte religii (3,34%)
Conform recensământului din 2011, satul Márianosztra avea 867 de locuitori. Din punct de vedere etnic, majoritatea locuitorilor (87,65%) erau maghiari, cu o minoritate de romi (10,17%). Apartenența etnică nu este cunoscută în cazul a 0,58% din locuitori.  Din punct de vedere confesional, majoritatea locuitorilor (68,86%) erau romano-catolici, existând și minorități de persoane fără religie (39,22%), reformați (6,23%), greco-catolici (1,61%), luterani (1,5%) și atei (1,38%).